# 胡纪源
胡纪源（？—），男，汉族，中华人民共和国政治人物。现任全国政协文化文史和学习委员会副主任。第十三、十四届全国政协委员。